# Mecz lekkoatletyczny Polska – Czechosłowacja 1933
Mecz lekkoatletyczny Polska – Czechosłowacja 1933 – zawody lekkoatletyczne, które odbyły się 2 i 3 września 1933 roku w Warszawie. 
Było to ósme spotkanie pomiędzy tymi państwami. Mecz rozegrano między reprezentacjami mężczyzn. W konkurencjach indywidualnych wystąpiło po dwóch zawodników z każdej reprezentacji, a w sztafetach po jednej drużynie. W konkurencjach indywidualnych punktacja była 5:3:1:0, a w sztafetach 10:6. Polska pokonała Czechosłowację 79,5:78,5.

## Rezultaty
| Konkurencja:               | 1. miejsce                                                                        | Rezultat | 2. miejsce                                                                                 | Rezultat | 3. miejsce          | Rezultat | 4. miejsce        | Rezultat |
| Bieg na 100 m              | Jaroslav Heyduk                                                                   | 11,1     | Andrej Engel                                                                               | 11,2     | Stefan Twardowski   |          | Stefan Sikorski   |          |
| Bieg na 200 m              | Jaroslav Heyduk                                                                   | 23,0     | Klemens Biniakowski                                                                        | 23,1     | Janusz Łopacki      |          | Andrej Engel      | dyskw.   |
| Bieg na 400 m              | Klemens Biniakowski                                                               | 50,2     | Karel Kněnický                                                                             | 50,2     | Ladislav Fišer      |          | Walter Marciniec  |          |
| Bieg na 800 m              | Evžen Rošický                                                                     | 2:00,0   | Kazimierz Kuźmicki                                                                         | 2:00,6   | Kazimierz Kucharski | 2:03,0   | Vojtěch Šimek     | n.uk.    |
| Bieg na 1500 m             | Kazimierz Kucharski                                                               | 4:06,2   | Kazimierz Kuźmicki                                                                         | 4:07,2   | Vojtěch Šimek       | 4:09,4   | Vladimír Krátký   | n.uk.    |
| Bieg na 5000 m             | Kazimierz Fiałka                                                                  | 15:20,4  | Jan Slezáček                                                                               | 15:21,2  | Jozef Koščák        | 16:08,8  | Józef Kurpesa     | n.uk.    |
| Bieg na 110 m przez płotki | Ludvík Kománek                                                                    | 16,1     | Stefan Nowosielski                                                                         | 16,3     | Władysław Niemiec   |          | [ a ]             |          |
| Bieg na 400 m przez płotki | Stefan Kostrzewski                                                                | 55,2     | Antoni Maszewski                                                                           | 58,8     | Eduard Novotný      | 59,6     | [ a ]             |          |
| Sztafeta 4 × 100 m         | Czechosłowacja · Jaroslav Heyduk · Ladislav Fišer · Karel Kněnický · Andrej Engel | 43,6     | Polska · Stefan Sikorski · Janusz Łopacki · Stefan Twardowski · Klemens Biniakowski        | 44,0     |                     |          |                   |          |
| Sztafeta 4 × 400 m         | Czechosłowacja · Ladislav Fišer · Eduard Novotný · Jan Novotný · Karel Kněnický   | 3:22,6   | Polska · Walter Marciniec · Kazimierz Kucharski · Stefan Kostrzewski · Klemens Biniakowski | 3:28,0   |                     |          |                   |          |
| Skok wzwyż                 | Jerzy Pławczyk                                                                    | 1,83     | Jan Zámiš                                                                                  | 1,83     | Břetislav Krátký    | 1,80     | Władysław Niemiec | 1,80     |
| Skok o tyczce              | Juliusz Kluk Jiří Markl Wilhelm Schneider                                         | 3,70     |                                                                                            |          |                     |          | František Svoboda | 3,60     |
| Skok w dal                 | Stefan Sikorski                                                                   | 6,88     | Edward Luckhaus                                                                            | 6,84     | Jiří Hoffmann       | 6,83     | Ludvík Kománek    | 6,73     |
| Pchnięcie kulą             | František Douda                                                                   | 15,63    | Zygmunt Heljasz                                                                            | 14,99    | Zygmunt Siedlecki   | 13,99    | Miroslav Vítek    | 13,95    |
| Rzut dyskiem               | Zygmunt Heljasz                                                                   | 43,85    | František Douda                                                                            | 43,43    | Miroslav Vítek      | 42,78    | Zygmunt Siedlecki | 40,34    |
| Rzut oszczepem             | Miroslav Klásek                                                                   | 65,38    | Pavol Maľa                                                                                 | 60,94    | Władysław Mikrut    | 58,19    | Edward Luckhaus   | 55,00    |